# Кабесейраш-де-Башту
Кабесе́йраш-де-Ба́шту (порт. Cabeceiras de Basto; МФА: [kɐ.bɨ.ˈsɐj.ɾɐʒ dɨ ˈbaʃ.tu], Кабисе́йреж-ди-Ба́шту) — муніципалітет і містечко в Португалії, в окрузі Брага. Розташований у північній частині країни, на теренах історичної португальської провінції Дору-Міню. Належить до Бразької архідіоцезії Католицької церкви в Португалії. Права міського самоврядування має з 1514 року. Поділяється на 12 парафій. За адміністративним поділом, чинним до 1976 року, був складовою провінції Міню. Площа муніципалітету — 241,82 км², населення муніципалітету — 16710 ос. (2011); густота населення — 69,1 осіб/км²
. Патрон — святий Михаїл. Святковий день муніципалітету — 29 вересня. Поштовий індекс — 4860.  Код місцевої адміністративної одиниці — 0304. Складова статистичного регіону Північ.

## Географія
Кабесейраш-де-Башту розташоване на північному заході Португалії, на сході округу Брага.
Місто розташоване за 37 км на схід від міста Брага.
Кабесейраш-де-Башту межує на півночі з муніципалітетом Монталегре, на північному сході — з муніципалітетом Ботікаш, на сході — з муніципалітетом Рібейра-де-Пена, на південному сході — з муніципалітетом Мондін-де-Башту, на півдні — з муніципалітетом Селоріку-де-Башту, на заході — з муніципалітетом Фафе, на північному заході — з муніципалітетом Вієйра-ду-Міню.

## Історія
1514 року португальський король Мануел I надав Кабесейрашу форал, яким визнав за поселенням статус містечка та муніципальні самоврядні права.

## Населення
| Кількість мешканців | Кількість мешканців | Кількість мешканців | Кількість мешканців | Кількість мешканців | Кількість мешканців | Кількість мешканців | Кількість мешканців | Кількість мешканців | Кількість мешканців | Кількість мешканців | Кількість мешканців | Кількість мешканців | Кількість мешканців | Кількість мешканців |
| ------------------- | ------------------- | ------------------- | ------------------- | ------------------- | ------------------- | ------------------- | ------------------- | ------------------- | ------------------- | ------------------- | ------------------- | ------------------- | ------------------- | ------------------- |
| 1864                | 1878                | 1890                | 1900                | 1911                | 1920                | 1930                | 1940                | 1950                | 1960                | 1970                | 1981                | 1991                | 2001                | 2011                |
| 15 154              | 15 804              | 15 235              | 16 284              | 17 524              | 16 312              | 17 273              | 19 234              | 21 888              | 21 141              | 19 247              | 18 997              | 16 368              | 17 846              | 16 710              |

## Парафії
- Абадін
- Алвіте
- Арку-де-Баульє
- Башту
- Букуш
- Віла-Нуне
- Вілар-де-Куняш
- Гондіайнш
- Кабесейраш-де-Башту
- Кавеш
- Отейру
- Пайнзела
- Пассуш
- Педраса
- Рефожуш-де-Башту
- Ріу-Дору
- Файя